# Lijst van beelden in Berg en Dal
Dit is een (onvolledige) chronologische lijst van beelden in Berg en Dal. Onder een beeld wordt hier verstaan elk driedimensionaal kunstwerk in de openbare ruimte van de Nederlandse gemeente Berg en Dal, waarbij beeld wordt gebruikt als verzamelbegrip voor sculpturen, standbeelden, installaties, gedenktekens en overige beeldhouwwerken.
Voor een volledig overzicht van de beschikbare afbeeldingen zie: Beelden in Berg en Dal op Wikimedia Commons

## Beek
| Geplaatst | Omschrijving                    | Kunstenaar              | Straat                                                            | Plaats | Materiaal | Afbeelding |
| --------- | ------------------------------- | ----------------------- | ----------------------------------------------------------------- | ------ | --------- | ---------- |
| 1961      | Samen sterk                     | Marian Leijtens         | Rijksstraatweg, (Rabobank)                                        | Beek   |           |            |
| 1963      | Fluitspeler                     | Vera van Hasselt        | Verbindingsweg / Waterstraat                                      | Beek   |           |            |
| 1967      | Rivierpaard                     | Ed van Teeseling        | Roerdompstraat                                                    | Beek   |           |            |
| 1984      | Wasvrouwtje                     | Jan Schoenmakers (1923) | Rijksstraatweg / Kastanjedal (aan water van de bron De Oorsprong) | Beek   | brons     |            |
| 1986      | Boompartij (gevelornament)      | Theo Rikken             | Verbindingsweg 33                                                 | Beek   |           |            |
| 1986      | Spelende kinderen               | onbekend                | Verbindingsweg (plantsoen 't Höfke)                               | Beek   |           |            |
| 1995      | Watermonument                   | Oscar Goedhart          | Rijksstraatweg 139                                                | Beek   | brons     |            |
| 1995      | Zuil boven bleek (Zonnezuil)    | Klaus van de Locht      | Blekershof bij 14                                                 | Beek   | graniet   |            |
| 1999      | Het Bleekstertje                | Jan Schoenmakers (1923) | Rijksstraatweg / Nieuwe Holleweg (bij fontein)                    | Beek   | brons     |            |
| 2004      | Dokter Van Hasselt              | Vera van Hasselt        | Van Hasseltstraat                                                 | Beek   |           |            |
| 2005      | Beekse Waskar                   | Joost Kemperman         | Waterstraat                                                       | Beek   |           |            |
| 2011      | Betrokken                       | Ine de Cock             | Rijkstraatweg 171                                                 | Beek   |           |            |
| onbekend  | Heilig Hart                     | onbekend                | Kerkberg 1, (St. Bartholomaeuskerk)                               | Beek   |           |            |
| onbekend  | Sint Christoffel                | Vera van Hasselt        | Kerkberg 1, (St. Bartholomaeuskerk)                               | Beek   |           |            |
| onbekend  | menselijke figuur onder parasol |                         | Nieuwe Rijksweg (bij kruispunt Rijksstraatweg)                    | Beek   |           |            |

## Berg en Dal
| Geplaatst | Omschrijving            | Kunstenaar          | Straat                                                                    | Plaats      | Materiaal | Afbeelding |
| --------- | ----------------------- | ------------------- | ------------------------------------------------------------------------- | ----------- | --------- | ---------- |
| 1932      | Christus Koning         | Egidius Everaerts   | Oude Kleefsebaan 123 / Kwakkenberglaan (R.K. kerk O.L.V. van het H. Hart) | Berg en Dal |           |            |
| 1989      | De Gids van Berg en Dal | Michel van Hengstum | Oude Kleefsebaan 94                                                       | Berg en Dal |           |            |
| 2008      | De rode loper           | Marijke van Balen   | Zevenheuvelenweg                                                          | Berg en Dal |           |            |
| onbekend  | O.L.V. van het H. Hart  | onbekend            | Oude Kleefsebaan 123, (R.K. kerk O.L.V. van het H. Hart)                  | Berg en Dal |           |            |
| onbekend  | Kruis (gevelornament)   | onbekend            | Oude Kleefsebaan 123, (R.K. kerk O.L.V. van het H. Hart)                  | Berg en Dal |           |            |

## Breedeweg
| Geplaatst | Omschrijving                 | Kunstenaar    | Straat                                        | Plaats    | Materiaal | Afbeelding |
| --------- | ---------------------------- | ------------- | --------------------------------------------- | --------- | --------- | ---------- |
| 1949      | Sint Antonius met het varken | Peter Roovers | Kerkplein, (R.K. kerk St. Antonius van Padua) | Breedeweg |           |            |

## De Horst
| Geplaatst | Omschrijving | Kunstenaar          | Straat                          | Plaats   | Materiaal | Afbeelding |
| --------- | ------------ | ------------------- | ------------------------------- | -------- | --------- | ---------- |
| 1990      | Hondje       | Ellen Barendse      | Plakseweg 3, (rkbs Op de Horst) | De Horst |           |            |
| 1996      | Zonder titel | Louise Schouwenberg | kruispunt Ketelstraat/Reestraat | De Horst |           |            |

## Groesbeek
| Geplaatst | Omschrijving                                     | Kunstenaar                 | Straat                                               | Plaats    | Materiaal | Afbeelding |
| --------- | ------------------------------------------------ | -------------------------- | ---------------------------------------------------- | --------- | --------- | ---------- |
| 1913      | Heilig Hart                                      | Victor Sprenkels           | Nijmeegsebaan bij 31                                 | Groesbeek |           |            |
| 1951      | Zorgverlening vanuit het geloof                  | Albert Meertens            | Hoflaan 11a (Thuiszorg)                              | Groesbeek |           |            |
| 1988      | De Marskramer                                    | Ed van Teeseling           | Dorpsstraat (Gemeentehuis)                           | Groesbeek |           |            |
| 1971?     | Engel                                            | Huub en Adelheid Kortekaas | De Meent 2 (Zorgcentrum De Meent)                    | Groesbeek |           |            |
| 1976      | Vos met zes jongen                               | Dolf Wong Lun Hing         | Paulus Potterweg (bij Basisschool 't Vossenhol)      | Groesbeek |           |            |
| 1990      | onbekend (gevelornament)                         | Hedda Buijs                | Kloosterstraat 16, (Cultureel Centrum De Mallemolen) | Groesbeek | staal     |            |
| 1997      | Spelende kinderen (zonder titel)                 | Dieter von Levetzow        | Dorpsplein                                           | Groesbeek |           |            |
| 2001      | Ode aan de bosbes en de heide of Het bosbesbeest | Caroline Kortenhorst       | Bredeweg / Nieuwe Drulseweg                          | Groesbeek |           |            |
| 2007      | Stoelendans                                      | Martin Borchert            | Maarten Trompstraat                                  | Groesbeek |           |            |
| 2019      | Bergen en Dalen                                  | Maree Blok en Bas Lugthart | Zevenheuvelenweg/Nieuweg                             | Groesbeek |           |            |

## Heilig Landstichting
| Geplaatst | Omschrijving                                       | Kunstenaar       | Straat                                                         | Plaats               | Materiaal | Afbeelding |
| --------- | -------------------------------------------------- | ---------------- | -------------------------------------------------------------- | -------------------- | --------- | ---------- |
| 1921      | Het Laatste Avondmaal                              | Piet Gerrits     | Mgr. Suysplein 1 (Cenakelkerk)                                 | Heilig Landstichting |           |            |
| 1923      | Sedes sapientiae (mozaïek)                         | Piet Gerrits     | Profetenlaan 15                                                | Heilig Landstichting |           |            |
| 1949-1955 | De Bergrede (Elf in een cirkel geplaatste reliëfs) | Piet Gerrits     | Mgr. Suyslaan 4 (Begraaf- en Gedenkpark Heilig-Land-Stichting) | Heilig Landstichting |           |            |
| 1950-1955 | De Goede Herder                                    | Piet Gerrits     | Mgr. Suyslaan 4 (Begraaf- en Gedenkpark Heilig-Land-Stichting) | Heilig Landstichting |           |            |
| 1990      | Samen Kerk Zijn                                    | P. van Rens      | Mgr. Suysplein 1 (voor de Cenakelkerk)                         | Heilig Landstichting | keramiek  |            |
| 1997      | De Ontmoeting (rotondekunst)                       | Margot Zanstra   | Nijmeegsebaan / Meerwijkselaan                                 | Heilig Landstichting |           |            |
| 1997      | Twee vliegende zwanen                              | Frans Deeleman   | Mgr. Suyslaan 4 (Begraaf- en Gedenkpark Heilig-Land-Stichting) | Heilig Landstichting |           |            |
| 2004      | Hurkende vrouw                                     | Ad Merx          | Mgr. Suyslaan 4 (Begraaf- en Gedenkpark Heilig-Land-Stichting) | Heilig Landstichting |           |            |
| onbekend  | Eeuwig Leven of De Levensboom                      | Maarten Thijssen | Mgr. Suyslaan 4 (Begraaf- en Gedenkpark Heilig-Land-Stichting) | Heilig Landstichting |           |            |
| obekend   | Johannes de Doper                                  | onbekend         | Mgr. Suyslaan 4 (Begraaf- en Gedenkpark Heilig-Land-Stichting) | Heilig Landstichting |           |            |
| onbekend  | Jezus en de Kananese vrouw                         | Piet Gerrits     | Mgr. Suyslaan 4 (Begraaf- en Gedenkpark Heilig-Land-Stichting) | Heilig Landstichting |           |            |
| onbekend  | De goede en de slechte zaaier                      | Piet Gerrits     | Mgr. Suyslaan 4 (Begraaf- en Gedenkpark Heilig-Land-Stichting) | Heilig Landstichting |           |            |
| onbekend  | Uitverkiezing van Petrus                           | Piet Gerrits     | Mgr. Suyslaan 4 (Begraaf- en Gedenkpark Heilig-Land-Stichting) | Heilig Landstichting |           |            |

## Kekerdom
| Geplaatst | Omschrijving   | Kunstenaar      | Straat                             | Plaats   | Materiaal | Afbeelding |
| --------- | -------------- | --------------- | ---------------------------------- | -------- | --------- | ---------- |
| 1957      | Bokspringertje | Marius van Beek | Schoolstraat 7 (bs St. Laurentius) | Kekerdom |           |            |

## Leuth
| Geplaatst | Omschrijving     | Kunstenaar    | Straat                       | Plaats | Materiaal | Afbeelding |
| --------- | ---------------- | ------------- | ---------------------------- | ------ | --------- | ---------- |
| 1974      | Meisje in Brons  | Jac Maris     | (bij Morgenbad (afgebroken)) | Leuth  |           |            |
| 1978      | Kindervingertjes | Niek van Beek | Reusensestraat (basisschool) | Leuth  |           |            |
| 1990      | 't Vissertje     | Paul de Swaaf | Steenheuvelsestraat          | Leuth  |           |            |
| 2021      | Roerdomp         | Jeroen Helmer | Kapitteldijk                 | Leuth  | populier  |            |
| onbekend  | Uil met kuiken   | onbekend      | Steenheuvelsestraat          | Leuth  |           |            |

## Millingen aan de Rijn
| Geplaatst | Omschrijving                                   | Kunstenaar                     | Straat                                            | Plaats                | Materiaal | Afbeelding |
| --------- | ---------------------------------------------- | ------------------------------ | ------------------------------------------------- | --------------------- | --------- | ---------- |
| 1913-1914 | Sint Antonius van Padua                        | onbekend                       | Sint Antoniusplein 1 (St. Antonius van Paduakerk) | Millingen aan de Rijn |           |            |
| 1922      | Heilig Hartbeeld                               | Jan Custers en Alphons Custers | Heerbaan / St. Antoniusplein                      | Millingen aan de Rijn |           |            |
| 1993      | De kracht van het water                        | Pauline Lutters                | Heerbaan 115                                      | Millingen aan de Rijn |           |            |
| 1985      | Wapen van Millingen aan de Rijn                | Jac Maris                      | Heerbaan 115 (gemeentehuis)                       | Millingen aan de Rijn | keramiek  |            |
| 1998      | Hemel en Aarde                                 | Joost van Hezewijk             | Hoefseweg (sinds 2020); Nonnenkamp (1998–2020)    | Millingen aan de Rijn |           |            |
| 2008      | Rufia Materna, replica van Romeins altaarsteen | onbekend                       | Heerbaan 115                                      | Millingen aan de Rijn |           |            |
| onbekend  | Gevel reliëf                                   | Joop Puntman                   | Sint Antoniusplein 3                              | Millingen aan de Rijn |           |            |
| onbekend  | Torso                                          | Ed van Teeseling               | Vivaldistraat                                     | Millingen aan de Rijn |           |            |
| onbekend  | Meisje met hond                                | Jac Maris                      | Chopinstraat 2 (basisschool St. Martinus)         | Millingen aan de Rijn |           |            |
| onbekend  | Meisje                                         | Joop Puntman?                  | Chopinstraat 3 (Openbare Bibliotheek)             | Millingen aan de Rijn |           |            |
| onbekend  | Vis                                            | Pieter Kortekaas               | Chopinstraat 3 (Openbare Bibliotheek)             | Millingen aan de Rijn |           |            |
| onbekend  | Industrie                                      | Jac Maris                      | Heerbaan / C.R.Waiboerweg                         | Millingen aan de Rijn |           |            |
| onbekend  | Phoenix                                        | Jac Maris                      | Vossengraaf                                       | Millingen aan de Rijn |           |            |
| onbekend  | Drie leerlingen                                | Jac Maris                      | Zalmstraat                                        | Millingen aan de Rijn |           |            |

## Ooij
| Geplaatst   | Omschrijving                        | Kunstenaar       | Straat                                | Plaats | Materiaal  | Afbeelding |
| ----------- | ----------------------------------- | ---------------- | ------------------------------------- | ------ | ---------- | ---------- |
| 1948        | Sint Joris en de draak              | Jac Maris        | Kerkdijk (bij St. Hubertuskerk)       | Ooij   |            |            |
| 1964        | Het leven in de Ooijpolder (reliëf) | Rob Stultiens    | Prinses Beatrixstraat 55, (bs Op Weg) | Ooij   | schokbeton |            |
| 1967        | Jongensfiguurtje                    | Ed van Teeseling | Prinses Beatrixstraat 55, (bs Op Weg) | Ooij   | beton      |            |
| 1990 - 1991 | De ballenmaker                      | Marlene Deroy    | Reinier van Ooijplein                 | Ooij   |            |            |
| 1997        | Gevormd door het water              | Pauline Lutters  | Erlecomsedam                          | Ooij   |            |            |
| 2004        | Bij de tijd                         | Ronald Tolman    | Loeffenstraat                         | Ooij   |            |            |

## Ubbergen
| Geplaatst | Omschrijving               | Kunstenaar       | Straat                                            | Plaats   | Materiaal | Afbeelding |
| --------- | -------------------------- | ---------------- | ------------------------------------------------- | -------- | --------- | ---------- |
| 1961      | Kind op bank               | Ed van Teeseling | Hengstdal 3, (St. Maartenskliniek)                | Ubbergen |           |            |
| 1991      | De lezende Nescio          | Ronald Tolman    | Rijksstraatweg                                    | Ubbergen |           |            |
| 2001      | Zusters van de Choorstraat | Carolein Smit    | Hengstdal 3, (St. Maartenskliniek, parkeerplaats) | Ubbergen |           |            |